# Hana's Suitcase
Hana's Suitcase - a true story ou simplesmente Hana's Suitcase (no Brasil, A Mala de Hana) é um romance biográfico da escritora canadense Karen Levine. Publicado pela primeira vez no Canadá em 2002 pela editora Second Story Press, foi distribuído em diversos países, tais como Brasil, Japão e França.
A obra trata da história de uma garota judia chamada Hana Brady que morava na Tchecoslováquia (atual Republica tcheca) o livro mostra os sofrimetos desde o inicio ao fim  da historia da garota, conta sobre sua família suas alegrias que surgiam em pequenos momentos da menina. Ao mesmo tempo o livro conta como uma professora chamada Fumiko e um grupo de crianças japonesas pesquisam sobre Hana ao receberem uma encomenda, uma mala, que Fumiko usa para ensinar sobre o holocausto aos seus alunos, ao mesmo tempo, decifra toda a história da menina e  vai atrás de seus parentes para contar o que descobriu.

## Enredo
O enredo se passa em dois momentos: conta ao mesmo tempo, a história de uma garota chamada Hana durante a 2ª Guerra Mundial e ele também conta como uma professora chamada Fumiko ensinou a várias crianças japonesas sobre o holocausto décadas depois no Japão.

Após a descoberta da mala, Fumiko e as crianças observam um nome gravado na mala: Hana Brady. Nisso se perguntam quem era ela. A partir daí abrem a mala e passam a tentar descobrir toda a trajetória de Hana, mas Fumiko fica sempre com um dilema na mão na hora de falar algo para os garotos, como falar de milhões de mortos para pessoas tão novas. Mas com o tempo descobrem sobre Hana.

Hana era uma menina tcheca nascida em 16 de maio de 1931. Na sua família era ela seu irmão George, seu pai, Karel, e sua mãe, Marketa. Com a entrada das tropas nazistas em seu país ela e sua família passou a ser destacada como inferior diante das outras, pois eles eram judeus. Daí em diante eles passaram a sofrer com as leis antissemitas. Não podiam brincar no parque, não podiam trabalhar, não podiam entrar em praças, só podiam sentar em bancos específicos na rua, tinham que andar com uma estrela costurada na roupa, entre outras.

Logo seus pais foram presos pelos alemães, nesse meio tempo foram morar com seus tios. Mas não demorou muito para levarem as crianças, Hana e George foram levados para um gueto, Theresienstadt, os dois não levaram muito consigo, Hana pega uma mala, coloca as poucas coisas que couberam nela (essa é a mala encontrada depois por Fumiko, gerando o desenrolar da outra parte da história). No gueto passa por situações terríveis e raramente durante a sua época lá viu o irmão até este ser levado para Auschwitz. Depois de dois anos em Theresienstadt Hana também é deportada para Auschwitz.

Fumiko e as crianças foram descobrindo cada vez mais coisas até acharem em arquivos a comprovação de que Hana morreu um dia depois de ir para Auschwitz. Os "Pequenas Asas"(nome que foi batizado grupo de crianças mais Fumiko) não pararam ai, descobriram além da morte de Hana que seu irmão, George, estava vivo e morava no Canadá. Então Fumiko o visitou  em Toronto, contou sobre o projeto e o que haviam descoberto. Depois George visitou o centro educativo do holocausto em Tóquio para se encontrar com os pequenos que estudaram sobre sua irmã e para ver os últimos vestígios de sua irmã. 
Resumo: Hana Brady perde a Mãe, depois o pai e é levada para a casa dos tios, mas os nazistas a mandam para um lugar onde os judeus eram enviados e lá Hana e George foram separados. Hana morreu aos 13 anos e George está vivo.

## Prêmios e indicações
| Ano  | Prêmio       | Categoria                                                                  | Indicação | Resultado |
| ---- | ------------ | -------------------------------------------------------------------------- | --------- | --------- |
| 2003 | Norma Fleck  | prêmio nacional de livro judaico para reconhecimento especial Karen Levine | Indicado  |           |
| 2003 | Silver Birch | prêmio nacional de livro judaico para reconhecimento especial Karen Levine | Venceu    |           |

## Personagens
- Hana Brady - Personagem principal
- George Brady - Irmão de Hana
- Karel Brady - Pai de Hana e George
- Markita Brady - Mãe de Hana e George
- Ludvik - Tio de Hana e George
- Fumiko - Criadora do centro de ensinamento sobre o holocausto no Japão
- Ella - A amiga de Hana nós momentos mais difícies